# Melhoral

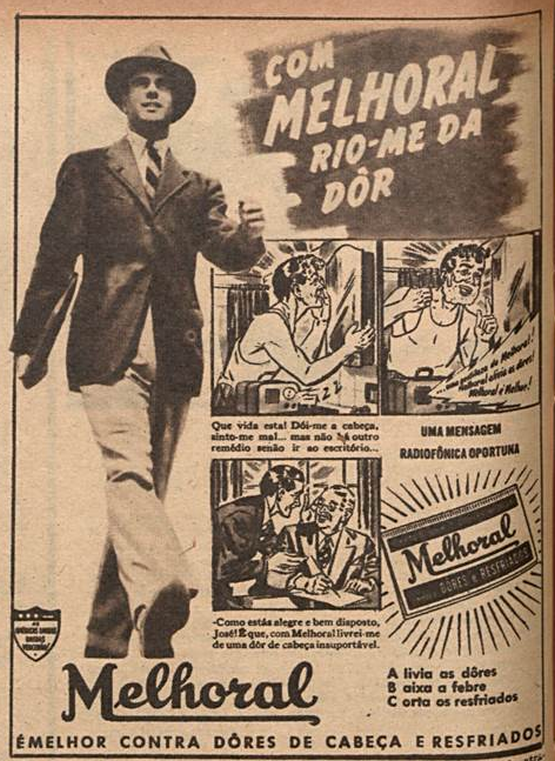
Propaganda em O Cruzeiro, 1943.

Melhoral é o nome fantasia de um remédio popular no Brasil. Tendo por princípio ativo o ácido acetilsalicílico (AAS), com efeitos propagados como analgésicos e antipiréticos, é uma droga inibidora da ciclo-oxigenase, uma enzima. No país, é considerado um medicamento de venda isenta de receituário.
Presente no mercado desde meados do século XX no Brasil, a marca foi introduzida pela multinacional Sidney Ross Co., que também fabricava produtos de gosto popular como Leite de Magnésia Phillips, Talco de Ross e Glostora e investia em outros países da América Latina. É atualmente produzido pela Cosmed Indústria de Cosméticos e Medicamentos S.A..

## Análises e composição
É uma marca que também possui a variação "infantil". Em um teste realizado em 2013, foi verificada o teor da substância ativa em comprimidos desta versão de 85 mg, sendo encontrada concentração de 81,04 mg (uma diferença de 4,96 mg que, segundo os analistas, estava dentro da margem de tolerância legalmente aceita pela Agência Nacional de Vigilância Sanitária (entre 76,5 a 93,3 mg).
A versão "Melhoral C" é considerada uma droga de uso permitido no esporte, ao contrário da maioria dos antigripais que usam em sua composição cafeína e/ou efedrina, que são proibidas. Já a versão de uso adulto é composta de AAS e cafeína, sendo esta considerada um acelerador dos efeitos do ácido acetilsalicílico.

## Propaganda e marketing
Em 1943, os executivos da empresa Sidney Ross assinaram um contrato com a Rádio Tupi paulista. O produto dava nome a dois programas de sucesso da emissora: o Espetáculo Melhoral, um programa de auditório com prêmios e em que a grande "aquisição" era de Otávio Gabus Mendes, e o show dominical Dupla Melhoral, com os artistas caipiras Brinquinho e Brioso.
Foi memorável o jingle da marca que cantava "Melhoral, Melhoral, é o melhor e não faz mal". Hoje o "reclame" é considerado um clássico da história da propaganda brasileira. Numa paródia feita por Alvarenga & Ranchinho a favor do político paulista Ademar de Barros, fizeram o seguinte verso: "Adhemar, Adhemar, é melhor não faz 'mar'"; o jingle original era de autoria de Waldemar Galvão, que foi locutor da Rádio Nacional do Rio de Janeiro.
No ano de 1948, o laboratório que o produzia patrocinava a gravação de radionovelas e, numa tentativa de fazer com que este gênero tivesse público no estado de Minas Gerais, chegara a levar algumas delas para as emissoras locais, sem sucesso.

### Crítica moderna
Em análise realizada no ano 2000, dos medicamentos que anunciavam numa emissora televisiva brasileira, pesquisadores constataram que as propagandas desaconselhavam a procura de um médico diante dos sinais e sintomas manifestados pelos telespectadores, e aconselhavam o uso automedicativo de Melhoral C, versão efervescente do remédio, sem impor (na época) restrições ao mesmo. Tendo em sua composição o AAS e vitamina C, a propaganda mostrava algumas cenas cotidianas em que pessoas apresentavam sintomas da gripe — mas que poderiam ser de outro mal, induzindo a pessoa mesmo leiga a realizar o próprio diagnóstico — e alguém lhes indicava: "Taca Melhoral nela!".

## Impacto cultural

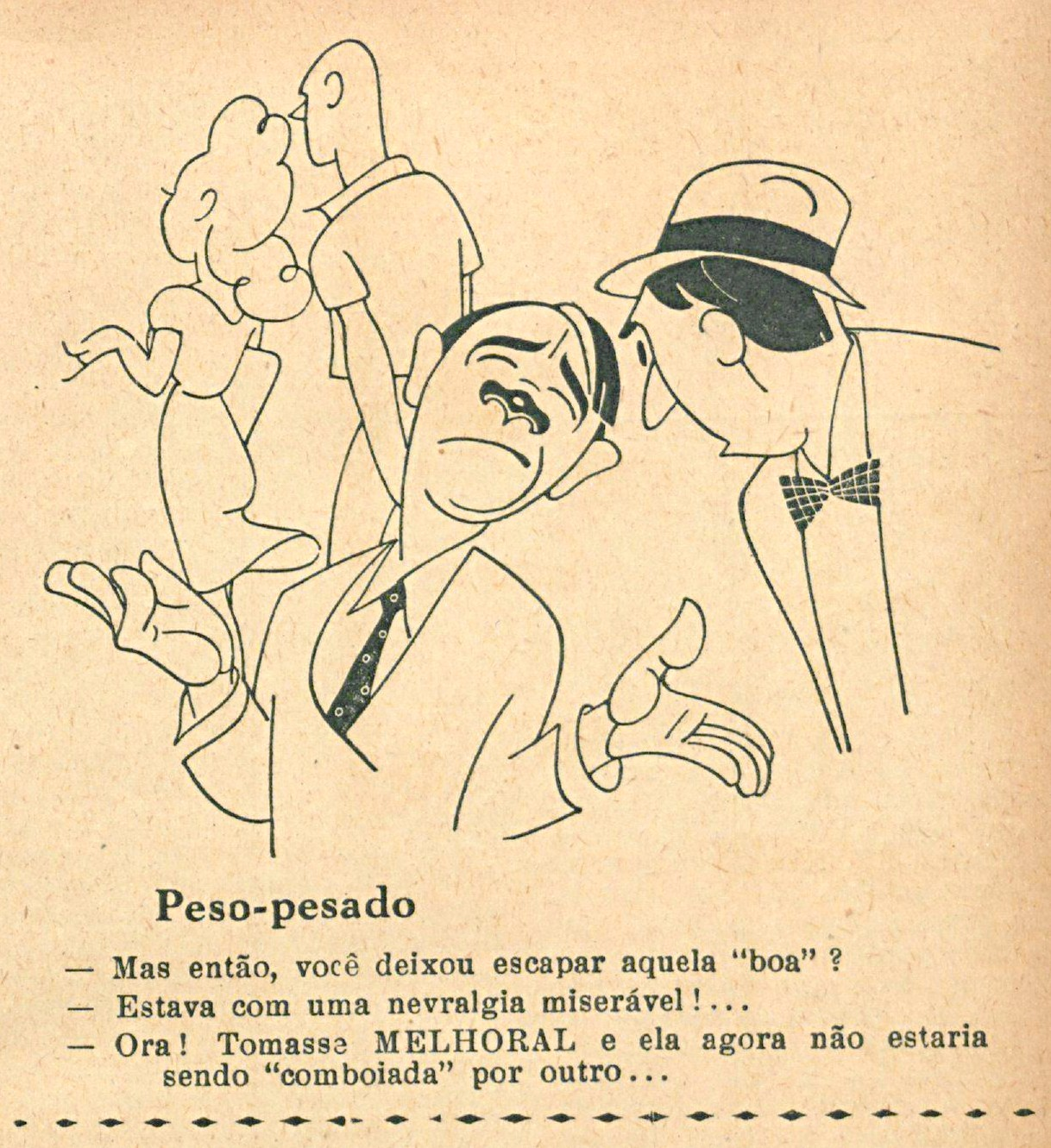
Propaganda com caricatura de teor sexista do remédio. Revista Careta, 1943.

O nome popular da planta medicinal da família Convolvulaceae, Evolvulus glomeratus, dentre outros, é o mesmo do remédio. O vegetal tem propriedades antitérmicas e contra dores no corpo.
O músico e memorialista Sérgio Cabral, preso no final de 1970 junto a outros artistas que faziam parte de O Pasquim, como Ziraldo, registrou um episódio ocorrido três dias após sua libertação, já em 1971, em que estava bebendo num night club carioca junto ao escritor Carlinhos de Oliveira quando, já pela madrugada, o general Siseno Sarmento, que criara o organismo de repressão chamado DOI-CODI e responsável pelas prisões, entrara no bar. Reconhecendo-o como o seu "carcereiro", Cabral narra que o general sentou-se com eles: "Ele entrou. Foi até o fundo do bar. Voltou e sentou na nossa mesa sem saber quem nós éramos. Já tínhamos bebido razoavelmente e ele estava de pilequinho. Em dez minutos estávamos íntimos do general. E mais, sacaneando o general cantando: 'General, general, é melhor e não faz mal' " (parodiando assim o jingle de Melhoral).